# Coppa Italia di calcio da tavolo 1996
L'ottava Coppa Italia di calcio da tavolo venne organizzata dalla F.I.S.C.T. a Rieti il 12 e 13 dicembre 1996. La gara fu suddivisa nella categoria "Master", per i primi 24 giocatori del "Ranking Italia", e nella competizione per squadre di Club.

## Medagliere
| Pos. | Regione        |   |   |   | Totale |
| ---- | -------------- | - | - | - | ------ |
| 1    | Lombardia      | 1 | 1 | 2 | 4      |
| 2    | Toscana        | 1 | 0 | 1 | 2      |
| 3    | Lazio          | 0 | 1 | 0 | 1      |
| 4    | Emilia-Romagna | 0 | 0 | 1 | 1      |

## Risultati

### Categoria Master

#### Girone A
- Simone Bertelli - Marzio Sari
- Simone Bertelli - Stefano De Francesco
- Marzio Sari - Stefano De Francesco

#### Girone B
- Roberto Rocchi - Luca Trabanelli
- Roberto Rocchi - Rodolfo Casentini
- Luca Trabanelli - Rodolfo Casentini

#### Girone C
- Stefano Scagni - Giambattista Fontanella
- Stefano Scagni - Vittorio Nicchi
- Giambattista Fontanella - Vittorio Nicchi

#### Girone D
- Giancarlo Giulianini - Yari Intra
- Giancarlo Giulianini - Marco Caiazzo
- Marco Caiazzo - Yari Intra

#### Girone E
- Gianluca Galeazzi - Roberto Giunti
- Gianluca Galeazzi - Fabrizio Sonnino
- Roberto Giunti - Fabrizio Sonnino

#### Girone F
- Matteo Suffritti - Stefano Buzzi
- Matteo Suffritti - Emanuele Cattani
- Stefano Buzzi - Emanuele Cattani

#### Girone G
- Morgan Croce - Davide Zeminian
- Morgan Croce - Roberto Zagli
- Davide Zeminian - Roberto Zagli

#### Girone H
- Efrem Intra - Vittorio Cianchella
- Efrem Intra - Alessandro Toni
- Vittorio Cianchella - Alessandro Toni

#### Ottavi di finale
- Simone Bertelli - Rodolfo Casentini 6-0
- Stefano De Francesco - Giancarlo Giulianini 2-3 d.t.s.
- Stefano Scagni - Yari Intra 2-0
- Vittorio Nicchi - Roberto Rocchi 2-3
- Gianluca Galeazzi - Stefano Buzzi 3-0
- Fabrizio Sonnino - Davide Zeminian 2-1 d.t.s.
- Efrem Intra - Marco Caiazzo 6-2
- Emanuele Cattani - Matteo Suffritti 3-2

#### Quarti di finale
- Simone Bertelli - Emanuele Cattani 7-1
- Giancarlo Giulianini - Efrem Intra 1-0

Stefano Scagni - Fabrizio Sonnino 3-0
- Roberto Rocchi - Gianluca Galeazzi 4-1

#### Semifinali
- Simone Bertelli - Roberto Rocchi 4-0
- Giancarlo Giulianini - Stefano Scagni 0-1 d.t.s.

#### Finale
- Simone Bertelli - Stefano Scagni 2-0

### Categoria Squadre

#### Girone A
- S.C. La Miniatura Roma - S.C. Chieti
- T.S.C. Stella Artois Milano - S.C. Bergamo
- S.C. Bergamo - S.C. La Miniatura Roma
- T.S.C. Stella Artois Milano - S.C. Chieti
- S.C. Chieti - S.C. Bergamo
- T.S.C. Stella Artois Milano - S.C. La Miniatura Roma

#### Girone B
- S.C. Pogliano Milanese - C.C.T. Black&Blue Pisa
- S.C. Aquile Rieti - S.C. Bullets Arezzo
- C.C.T. Black&Blue Pisa - S.C. Aquile Rieti
- C.C.T. Bullets Arezzo - S.C. Pogliano Milanese
- S.C. Aquile Rieti - S.C. Pogliano Milanese
- C.C.T. Black&Blue Pisa - C.C.T. Bullets Arezzo

#### Semifinali
- C.C.T. Black&Blue Pisa - S.C. La Miniatura Roma 1-2
- T.S.C. Stella Artois Milano - S.C. Pogliano Milanese 2-1

#### Finale

##### S.C. La Miniatura Roma - T.S.C. Stella Artois Milano 1-2
| Alessandro Nicotra | Stefano Scagni    | 0-2 |
| Andrea Casentini   | Stefano Buzzi     | 2-0 |
| Rodolfo Casentini  | Gianlcua Galeazzi | 1-1 |
| Luigi Pochesci     | Simone Bertelli   | 0-8 |